# Sapunika
Sapunika (sapunjača, lisac vučji, lat. Saponaria) rod od 39 vrsta jednogodišnjeg raslinja i trajnica iz porodice klinčićevki. Latinsko ime roda dolazi po riječi sapo (sapun), jer je biljka bogata saponinima, koji prave pjenu kad se biljka stavi u vodu.
Rod sapunike raširen je po Euroaziji, a u Hrvatskoj raste mala sapunika (S. bellidifolia) i obična ili ljekovita sapunika (S. officinalis)

## Vrste
1. Saponaria aenesia Heldr.
2. Saponaria bargyliana Gomb.
3. Saponaria bellidifolia Sm.
4. Saponaria biovulata (Stapf) Barkoudah
5. Saponaria bodeana Boiss.
6. Saponaria caespitosa DC.
7. Saponaria calabrica Guss.
8. Saponaria cerastoides Fisch. ex C.A.Mey.
9. Saponaria cypria Boiss.
10. Saponaria dalmasi H.Boissieu
11. Saponaria emineana Gemici & Kit Tan
12. Saponaria glutinosa M.Bieb.
13. Saponaria griffithiana Boiss.
14. Saponaria gypsacea Vved.
15. Saponaria halophila Hedge & Hub.-Mor.
16. Saponaria iranica Dashti, Assadi & Sharifnia
17. Saponaria jagelii Phitos & Greuter
18. Saponaria karapinarensis Vural & Adigüzel
19. Saponaria kotschyi Boiss.
20. Saponaria lutea L.
21. Saponaria mesogitana Boiss.
22. Saponaria ocymoides L.
23. Saponaria officinalis L.
24. Saponaria orientalis L.
25. Saponaria pachyphylla Rech.f.
26. Saponaria pamphylica Boiss. & Heldr.
27. Saponaria picta Boiss.
28. Saponaria pinetorum Hedge
29. Saponaria prostrata Willd.
30. Saponaria pumila Janch.
31. Saponaria pumilio Boiss.
32. Saponaria sewerzowii Regel & Schmalh.
33. Saponaria sicula Raf.
34. Saponaria stenopetala Rech.f.
35. Saponaria subrosularis Rech.f.
36. Saponaria suffruticosa Nábelek
37. Saponaria syriaca Boiss.
38. Saponaria tadzhikistanica (Botsch.) V.A.Shultz
39. Saponaria tridentata Boiss.

## Galerija
- Sapunika
- Saponaria officinalis

## Vanjske poveznice
- PFAF database Saponaria officinalis